# Petrus Johannes Waardenburg
Petrus Johannes Waardenburg (Nijeveen, Drenthe, 3 de junio de 1886, - 23 de septiembre de 1979) fue un oftalmólogo y genetista neerlandés.

## Biografía
Waardenburg estudió medicina en la Universidad de Utrecht de 1904 a 1911; se capacitó en oftalmología y obtuvo su doctorado con una disertación sobre la base hereditaria de las características fisiológicas y patológicas del ojo en 1913.
Fue pionero en la aplicación de la genética a la oftalmología. En 1932 sugirió que el síndrome de Down podría ser la consecuencia de una aberración cromosómica, un hecho que fue confirmado 27 años después por Jérôme Lejeune y sus colegas.
El síndrome de Waardenburg fue investigado por él, y lleva su nombre.

## Honores
Waardenburg recibió la condecoración real Orden del León Holandés en 1957. Recibió la medalla Snellen en 1959. Fundó el premio Waardenburg al mérito especial en el campo de la genética médica en 1965.